# Episodi di Quella strana ragazza (prima stagione)
La prima stagione della serie televisiva Quella strana ragazza (That Girl) è andata in onda negli Stati Uniti dall'8 settembre 1966 al 6 aprile 1967 sulla ABC.
| nº | Titolo originale                       | Prima TV USA      | Titolo italiano | Prima TV Italia |
| -- | -------------------------------------- | ----------------- | --------------- | --------------- |
| 1  | Don't Just Do Something, Stand There   | 8 settembre 1966  |                 |                 |
| 2  | Goodbye, Hello, Goodbye                | 15 settembre 1966 |                 |                 |
| 3  | Never Change a Diaper on Opening Night | 22 settembre 1966 |                 |                 |
| 4  | I'll Be Suing You                      | 29 settembre 1966 |                 |                 |
| 5  | Anatomy of a Blunder                   | 6 ottobre 1966    |                 |                 |
| 6  | Rich Little Rich Kid                   | 13 ottobre 1966   |                 |                 |
| 7  | Help Wanted                            | 20 ottobre 1966   |                 |                 |
| 8  | Little Auction Annie                   | 27 ottobre 1966   |                 |                 |
| 9  | Time for Arrest                        | 3 novembre 1966   |                 |                 |
| 10 | Break a Leg                            | 10 novembre 1966  |                 |                 |
| 11 | What's in a Name?                      | 17 novembre 1966  |                 |                 |
| 12 | Soap Gets in Your Eyes                 | 24 novembre 1966  |                 |                 |
| 13 | All About Ann                          | 1º dicembre 1966  |                 |                 |
| 14 | Phantom of the Horse Opera             | 8 dicembre 1966   |                 |                 |
| 15 | Beware of Actors Bearing Gifts         | 15 dicembre 1966  |                 |                 |
| 16 | Christmas and the Hard-Luck Kid        | 22 dicembre 1966  |                 |                 |
| 17 | Among My Souvenirs                     | 5 gennaio 1967    |                 |                 |
| 18 | These Boots Weren't Made For Walking   | 12 gennaio 1967   |                 |                 |
| 19 | Kimomo My House                        | 19 gennaio 1967   |                 |                 |
| 20 | Gone With the Breeze                   | 26 gennaio 1967   |                 |                 |
| 21 | Rain, Snow and Rice                    | 2 febbraio 1967   |                 |                 |
| 22 | Paper Hats and Everything              | 9 febbraio 1967   |                 |                 |
| 23 | What Are Your Intentions?              | 16 febbraio 1967  |                 |                 |
| 24 | A Tenor's Loving Care                  | 23 febbraio 1967  |                 |                 |
| 25 | Leaving the Nest is For the Birds      | 2 marzo 1967      |                 |                 |
| 26 | You Have to Know Someone to Be Unknown | 9 marzo 1967      |                 |                 |
| 27 | The Honeymoon Apartment                | 16 marzo 1967     |                 |                 |
| 28 | This Little Piggy Had a Ball           | 23 marzo 1967     |                 |                 |
| 29 | Author, Author                         | 30 marzo 1967     |                 |                 |
| 30 | The Mating Game                        | 6 aprile 1967     |                 |                 |

## Don't Just Do Something, Stand There
- Prima televisiva: 8 settembre 1966
- Diretto da: Bob Sweeney
- Scritto da: Jim Parker, Arnold Margolin

### Trama
- Guest star: Luana Anders (Shirley), Burt Taylor (cameriere), Jack Good (Mr. Rudolph), Jerry Fogel (Ernie), Bonnie Scott (Judy Bessamer), Ed Peck (Sam)

## Goodbye, Hello, Goodbye
- Prima televisiva: 15 settembre 1966
- Diretto da: Bob Sweeney
- Scritto da: Bill Persky

### Trama
- Guest star: Byron Morrow (portiere), J. B. Larson (usciere studio), Bonnie Scott (Judy Bessamer), Ronnie Schell (Harvey Peck), Rosemary DeCamp (Mrs. Marie), Lew Parker (Mr. Marie), Ivy Bethune (donna cliente), Aileen Carlyle (donna cliente), Joan Granville (Woman Customer), Ogden Talbot (cliente), Carol Worthington (Janet), Duke Stroud (uomo)

## Never Change a Diaper on Opening Night
- Prima televisiva: 22 settembre 1966
- Diretto da: Bob Sweeney
- Scritto da: Milton Pascal

### Trama
- Guest star: Dabney Coleman (dottor Leon Bessamer), Billy De Wolfe (Jules Benedict), Bonnie Scott (Judy Bessamer)

## I'll Be Suing You
- Prima televisiva: 29 settembre 1966
- Diretto da: Bob Sweeney
- Scritto da: Ed Scharlach, Peggy Elliott

### Trama
- Guest star: James O'Rear (ufficiale pubblico), Rupert Crosse (poliziotto), Robert Emhardt (giudice), Carl Ballantine (Mr. Lemming), Sammy Reese (padre John Moore), Ruth Perrott (Antiques Lady), A. G. Vitanza (calzolaio), Don Diamond (macellaio)

## Anatomy of a Blunder
- Prima televisiva: 6 ottobre 1966
- Diretto da: Bob Sweeney
- Scritto da: Dale McRaven, Carl Kleinschmitt

### Trama
- Guest star: Lew Parker (Mr. Marie), Rosemary DeCamp (Mrs. Marie)

## Rich Little Rich Kid
- Prima televisiva: 13 ottobre 1966
- Diretto da: Sidney Miller
- Scritto da: Joseph Bonaduce

### Trama
- Guest star: Ed Tontini (Maitre d'), Paul Bryar (impiegato), Sam Melville (Roddy Waxman), Larry Hankin (Gus), Bonnie Scott (Judy Bessamer)

## Help Wanted
- Prima televisiva: 20 ottobre 1966
- Diretto da: Bob Sweeney
- Scritto da: Helen August, Tom August

### Trama
- Guest star: Bob Lindquist (Terry Doby), Bernie Kopell (Jerry Bauman), Ogden Talbot (corriere), Yuki Yani (cameriera giapponese), Bonnie Scott (Judy Bessamer)

## Little Auction Annie
- Prima televisiva: 27 ottobre 1966
- Diretto da: Sidney Miller
- Scritto da: Rick Mittleman

### Trama
- Guest star: Michael Conrad (Mr. Johnson), Ken Lynch (ufficiale di polizia), Bonnie Scott (Judy Bessamer), Dabney Coleman (dottor Leon Bessamer), Stuart Nisbet (banditore), Nora Denney (Mrs. Morrisey), Teddy Quinn (Patrick)

## Time for Arrest
- Prima televisiva: 3 novembre 1966
- Diretto da: David Orrick McDearmon
- Scritto da: Jack Winter

### Trama
- Guest star: Herb Edelman (Eddie Panell), Dick Balduzzi (sergente di polizia), Milton Selzer (Al Morganthaler), Richard X. Slattery (tenente Sylvestri), Bernie Allen (Lou), Roxanne Arlen (Miss Friendship), Bella Bruck (Martha), Johnny Silver (Joey), Jackie Joseph (Margie)

## Break a Leg
- Prima televisiva: 10 novembre 1966
- Diretto da: Jerry Paris
- Scritto da: Jim Parker, Arnold Margolin

### Trama
- Guest star: Sally Kellerman (Sandy Stafford), David Fresco (Wesley), Bonnie Scott (Judy Bessamer), Dabney Coleman (dottor Leon Bessamer), Robert Sampson (Jim Perryman), George Carlin (George Lester)

## What's in a Name?
- Prima televisiva: 17 novembre 1966
- Diretto da: Henry Falk
- Scritto da: Bill Persky

### Trama
- Guest star: Walter Sande (Max Cochran), Cliff Norton (Charlie), Dabney Coleman (dottor Leon Bessamer), Ronnie Schell (Harvey Peck), Lew Parker (Mr. Marie), Rosemary DeCamp (Mrs. Marie), Michael Hoffer (Jimmy), Bonnie Scott (Judy Bessamer)

## Soap Gets in Your Eyes
- Prima televisiva: 24 novembre 1966
- Diretto da: Seymour Robbie
- Scritto da: Tom August, Helen August

### Trama
- Guest star: Stevenson Phillips (Director), Geoff Edwards (annunciatore), Kurt Kasznar (dottor Randell), Steve Franken (dottor Bruce Alden), Joseph Mell (Sol), George Cisar (Mr. Hollinger), Marjorie Bennett (Rose), Mabel Albertson (Mrs. Hollinger)

## All About Ann
- Prima televisiva: 1º dicembre 1966
- Diretto da: John Erman
- Scritto da: Milton Pascal

### Trama
- Guest star: E. J. Peaker (Sheila Harmon), Howard Morton (Slocum), Bonnie Scott (Judy Bessamer), Bernie Kopell (Jerry Bauman), Marti Litis (Miss Cleary), Rob Reiner (studente)

## Phantom of the Horse Opera
- Prima televisiva: 8 dicembre 1966
- Diretto da: John Erman
- Scritto da: Peggy Elliott, Ed Scharlach

### Trama
- Guest star: Reta Shaw (commessa), Maxine Stuart (manager), Bonnie Scott (Judy Bessamer), Phil Arnold (commesso), Sterling Holloway (Everett Valentine), Bill Sergeant (Vernon Lyons), Dabney Coleman (dottor Leon Bessamer)

## Beware of Actors Bearing Gifts
- Prima televisiva: 15 dicembre 1966
- Diretto da: Bob Sweeney
- Scritto da: Richard Baer

### Trama
- Guest star: Billy Gray (Stanley Zip), James Millhollin (impiegato), Ben Lassey (cameriere), Lloyd King (domestico), Bruce Hyde (Hobart Niles), Carol O'Leary (Jane), Burt Taylor (Frank), Billy De Wolfe (Jules Benedict)

## Christmas and the Hard-Luck Kid
- Prima televisiva: 22 dicembre 1966
- Diretto da: John Erman
- Scritto da: James L. Brooks

### Trama
- Guest star: June Vincent (madre di Tommy), Chris Shea (Tommy), Don Keefer (Mr. Carson), Jean-Michel Michenaud (Roger Green), Lew Parker (Mr. Marie), John Fiedler (Mr. Merriman)

## Among My Souvenirs
- Prima televisiva: 5 gennaio 1967
- Diretto da: Seymour Robbie
- Scritto da: Ed Scharlach, Peggy Elliott

### Trama
- Guest star: Bonnie Scott (Judy Bessamer), Steve Harmon (Freddy Dunlap)

## These Boots Weren't Made For Walking
- Prima televisiva: 12 gennaio 1967
- Diretto da: John Erman
- Scritto da: Peggy Elliott, Ed Scharlach

### Trama
- Guest star: Digby Wolfe (Mr. Flushing), Charles Lampkin (custode), Bonnie Scott (Judy Bessamer), Len Lesser (guardia), Kelly Jean Peters (Margie), Art Lewis (cliente), Patty Regan (cliente), Doreen McLean (cliente insoddisfatto), Paul Lynde (Nate Caswell)

## Kimomo My House
- Prima televisiva: 19 gennaio 1967
- Diretto da: John Erman
- Scritto da: Ed Scharlach, Peggy Elliott

### Trama
- Guest star: Caroline Kido (Miko Yamagata), Bill Saito (Toshiro Takahaski), Yuki Yani (cameriera giapponese)

## Gone With the Breeze
- Prima televisiva: 26 gennaio 1967
- Diretto da: John Erman
- Scritto da: Helen August, Tom August

### Trama
- Guest star: Bonnie Scott (Judy Bessamer), Maxine Semon (Lost and Found Woman), Harriet MacGibbon (Signora di mezza età), Bernie Kopell (Jerry Bauman), Audrey Christie (Miss Daley), Mitzi Hoag (Saleslady), Lela Bliss (donna arrabbiata), Richard Schaal (Lost and Found Man)

## Rain, Snow and Rice
- Prima televisiva: 2 febbraio 1967
- Diretto da: John Erman
- Scritto da: James L. Brooks

### Trama
- Guest star: Arlene Golonka (Margie), Rosemary DeCamp (Mrs. Marie), Nydia Westman (signora anziana), J. Pat O'Malley (giudice Hardy), Lew Parker (Mr. Marie), Bernie Kopell (Jerry Bauman)

## Paper Hats and Everything
- Prima televisiva: 9 febbraio 1967
- Diretto da: John Erman
- Scritto da: Sydney Zelinka

### Trama
- Guest star: Joe Corey (Marvin), Laurie Main (Maitre D'), Bonnie Scott (Judy Bessamer), Alan Dexter (barista), Lew Parker (Mr. Marie), Richard Dreyfuss (Johnny), Amanda Randolph (Harriet), Mitzi Hoag (Patty), Bob Duggan (cameriere), Armin Hoffman (Paul), Dabney Coleman (dottor Leon Bessamer)

## What Are Your Intentions?
- Prima televisiva: 16 febbraio 1967
- Diretto da: John Erman
- Scritto da: Milton Pascal

### Trama
- Guest star: Rosemary DeCamp (Mrs. Marie), Lew Parker (Mr. Marie), Paul Carr (Frank Gilder)

## A Tenor's Loving Care
- Prima televisiva: 23 febbraio 1967
- Diretto da: John Erman
- Scritto da: Joseph Bonaduce

### Trama
- Guest star: Herb Ellis (detective), James McCallion (Cooper), Peter Madsen (reporter), Jim Begg (Tommy), Carroll O'Connor (Giuseppe Casanetti)

## Leaving the Nest is For the Birds
- Prima televisiva: 2 marzo 1967
- Diretto da: Hal Cooper
- Scritto da: Barbara Avedon

### Trama
- Guest star: Lew Parker (Mr. Marie), Rosemary DeCamp (Mrs. Marie), Luana Anders (ragazza), Hazel Shermet (zia Harriet), Jerry Van Dyke (Howie Frankel)

## You Have to Know Someone to Be Unknown
- Prima televisiva: 9 marzo 1967
- Diretto da: Jerrold Bernstein
- Scritto da: Saul Turteltaub, Bernie Orenstein

### Trama
- Guest star: Art Lewis (Mover), Paul Sykes (uomo barbuto), Bernie Kopell (Jerry Bauman), Ogden Talbot (Marv), Herbert Rudley (Harold J. Davis), A. G. Vitanza (Herbie), Dee J. Thompson (Harriet), Harvey Jason (Bruce), Eddie Carroll (Sheldon), Bonnie Scott (Judy Bessamer)

## The Honeymoon Apartment
- Prima televisiva: 16 marzo 1967
- Diretto da: Hal Cooper
- Scritto da: Austin Kalish, Irma Kalish

### Trama
- Guest star: Judee Morton (Edith Turner), Dick Wilson (impiegato), Dabney Coleman (dottor Leon Bessamer), Warren Parker (manager), Warren Berlinger (Harold Turner), Bonnie Scott (Judy Bessamer)

## This Little Piggy Had a Ball
- Prima televisiva: 23 marzo 1967
- Diretto da: Hal Cooper
- Scritto da: Jim Parker, Arnold Margolin

### Trama
- Guest star: Teri Garr (Estelle), Diane Quinn (ragazza), Dabney Coleman (dottor Leon Bessamer), Bonnie Scott (Judy Bessamer), Shirley Bonne (Sharon Hackett), Murray Roman (manager di Bowling Alley), Jerry Fogel (pompiere), Jane Dulo (infermiera), Marc London (dottor Wisnicki), Gene Tyburn (uomo), Rob Reiner (Carl)

## Author, Author
- Prima televisiva: 30 marzo 1967
- Diretto da: Danny Arnold
- Scritto da: Ronald Axe, Howard Harris

### Trama
- Guest star: Kay Cole (ragazza ballerina), J. B. Larson (Assistant Producer), Bonnie Scott (Judy Bessamer), Skip Martin (Boy in Dance Team), Sid Gould (Ernie Bernie), Jack Good (Mr. Hanley), Fay DeWitt (Betsy), Snag Werris (cameriere), Bernie Kopell (Jerry Bauman)

## The Mating Game
- Prima televisiva: 6 aprile 1967
- Diretto da: Hal Cooper
- Scritto da: Peter Meyerson, Treva Silverman

### Trama
- Guest star: Linda Meiklejohn (Nancy), Dorothy Rice (Ellen), Bobo Lewis (Louise Lewis), Robert Lussier (Peter Blake), Alejandro Rey (Eduardo Guzman), Dan Tobin (Eddie Turner), Steve Dunne (Bob Williams), Bernie Kopell (Jerry Bauman)